# Tin Man
Tin Man (Tin Man - A Nova Geração de Oz ou De Volta ao Mundo de Oz no Brasil) foi uma minissérie para a televisão dividida em três partes. A minissérie é um remake da obra original de L. Frank Baum, O Mágico de Oz. A história é uma ficção científica que distorceu a fantasia, deixando-a mais psicodélica e bizarra. Produzida pela RHI Entertainment e a Sci Fi Pictures Original Films foi exibida entre os dias 2 a 4 de Dezembro de 2007.
De acordo com dados preliminares disponibilizados pela Nielsen Media Research, a primeira noite da minissérie cravou uma média de mais de 6,3 milhões de espectadores. Foi indicado pelo Critics' Choice Awards para concorrer na categoria de melhor filme feito para a televisão, mas perdeu para uma outra atração o Bury My Heart at Wounded Knee.
O DVD foi lançado nos Estados Unidos no dia 11 de março de 2008, já no Brasil o DVD foi lançado no dia 14 de agosto de 2008. Um CD com a trilha sonora original do filme também foi lançada pelo canal Sci-Fi.
No Brasil, foi exibido em formato de filme pelo SBT, mas agora é exibido pela Rede Globo que o rebatizou com o nome De Volta ao Mundo de Oz.

## Enredo
A nova Dorothy (Zooey Deschanel) só atende pelo apelido de DG e nunca sentiu que realmente pertencia a pacata vida de cidade pequena e certo dia um furacão a transporta para o “outro lado”, o mundo de OZ. Ela mal chega nesse novo mundo e já é confundida com uma espiã e aprisionada por pequenas criaturas que moram em casas de árvores gigantes. Lá ela conhece Glitch (Alan Cumming), um homem que teve parte do seu cérebro removido pela feiticeira Azkadellia e embora ele não se lembre de muitas coisas, ele dá indícios que algum dia já foi um grande inventor. DG e Glitch rapidamente se tornam amigos e caem na estrada à procura dos pais dela que também se perderam durante a tempestade. Durante a caminhada, eles encontram Cain (Neal McDonough), um homem que estava aprisionado em uma armadura de lata e obrigado a presenciar durante anos o dia em que sua família foi tirada de seus braços. Aqui, o homem de lata moderno é um ex-policial em busca de vingança e respostas. Completando a turma de viajantes não poderia faltar o leão covarde, Raw que na nova versão possui poderes de cura e a habilidade de “ver” sentimentos.

## Elenco
- Zooey Deschanel é DG
- Alan Cumming é Glitch
- Neal McDonough é o Tin Man Wyatt Cain, um homem de lata.
- Kathleen Robertson é Azkadellia
- Raoul Trujillo é Raw
- Callum Keith Rennie é Zero
- Richard Dreyfuss é Mystic Man
- Blu Mankuma é Toto / Tutor
- Anna Galvin é Lavender Eyes / The Queen
- Ted Whittall é Ahamo / The Seeker

## Audiência
| Episódio | Título                 | Data de exibição    | Share | Total de espectadores (em milhões) |
| -------- | ---------------------- | ------------------- | ----- | ---------------------------------- |
| 1        | “A Tempestade”         | 2 de Dezembro, 2007 | 4.2   | 6.3                                |
| 2        | “Busca pela Esmeralda” | 3 de Dezembro, 2007 | 3.2   | 4.4                                |
| 3        | "Final"                | 4 de Dezembro, 2007 | 3.5   | 5.1                                |